# Aleksandr Sheshukov
Bản mẫu:Eastern Slavic name
Aleksandr Sergeyevich Sheshukov (tiếng Nga: Александр Сергеевич Шешуков; sinh ngày 15 tháng 4 năm 1983) là một cầu thủ bóng đá người Nga thi đấu cho F.K. Baltika Kaliningrad ở vị trí tiền vệ hay hậu vệ.

## Sự nghiệp quốc tế
Sheshukov ra mắt cho Đội tuyển bóng đá quốc gia Nga vào ngày 7 tháng 6 năm 2011 trong trận giao hữu với Cameroon.

## Thống kê sự nghiệp
Tính đến 21 tháng 2 năm 2015
| Câu lạc bộ          | Div                 | Mùa giải            | Giải vô địch | Giải vô địch | Cúp     | Cúp       | Châu Âu | Châu Âu   | Tổng cộng | Tổng cộng |
| Câu lạc bộ          | Div                 | Mùa giải            | Số trận      | Bàn thắng    | Số trận | Bàn thắng | Số trận | Bàn thắng | Số trận   | Bàn thắng |
| ------------------- | ------------------- | ------------------- | ------------ | ------------ | ------- | --------- | ------- | --------- | --------- | --------- |
| Spartak Tambov      | D3                  | 2000                | 9            | 0            | 0       | 0         | -       | -         | 9         | 0         |
| Spartak Tambov      | Tổng cộng           | Tổng cộng           | 9            | 0            | 0       | 0         | 0       | 0         | 9         | 0         |
| Spartak-Orekhovo    | D3                  | 2001                | 22           | 2            | 2       | 0         | -       | -         | 24        | 2         |
| Spartak-Orekhovo    | Tổng cộng           | Tổng cộng           | 22           | 2            | 2       | 0         | 0       | 0         | 24        | 2         |
| Spartak Moskva      | D1                  | 2002                | 2            | 0            | 0       | 0         | -       | -         | 2         | 0         |
| Spartak Moskva      | D1                  | 2003                | 2            | 0            | 1       | 0         | -       | -         | 3         | 0         |
| Spartak Moskva      | Tổng cộng           | Tổng cộng           | 4            | 0            | 1       | 0         | 0       | 0         | 5         | 0         |
| Sokol Saratov       | D2                  | 2004                | 36           | 2            | 0       | 0         | -       | -         | 36        | 2         |
| Sokol Saratov       | Tổng cộng           | Tổng cộng           | 36           | 2            | 0       | 0         | 0       | 0         | 36        | 2         |
| Luch-Energiya       | D2                  | 2005                | 21           | 0            | 2       | 0         | -       | -         | 23        | 0         |
| Luch-Energiya       | D1                  | 2006                | 28           | 1            | 3       | 1         | -       | -         | 31        | 2         |
| Luch-Energiya       | D1                  | 2007                | 26           | 2            | 0       | 0         | -       | -         | 26        | 2         |
| Luch-Energiya       | D1                  | 2008                | 10           | 0            | 0       | 0         | -       | -         | 10        | 0         |
| Luch-Energiya       | Tổng cộng           | Tổng cộng           | 85           | 3            | 5       | 1         | 0       | 0         | 90        | 4         |
| F.K. Moskva         | D1                  | 2008                | 10           | 0            | 2       | 0         | 2       | 0         | 14        | 0         |
| F.K. Moskva         | D1                  | 2009                | 25           | 1            | 4       | 0         | -       | -         | 29        | 1         |
| F.K. Moskva         | Tổng cộng           | Tổng cộng           | 35           | 1            | 6       | 0         | 2       | 0         | 43        | 1         |
| Spartak Moskva      | D1                  | 2010                | 23           | 1            | 0       | 0         | 6       | 0         | 29        | 1         |
| Spartak Moskva      | D1                  | 2011-12             | 20           | 0            | 4       | 0         | 6       | 0         | 30        | 0         |
| Spartak Moskva      | Tổng cộng           | Tổng cộng           | 43           | 1            | 4       | 0         | 12      | 0         | 59        | 1         |
| F.K. Rostov         | D1                  | 2012-13             | 27           | 0            | 3       | 0         | -       | -         | 30        | 0         |
| F.K. Rostov         | D1                  | 2013-14             | 19           | 0            | 1       | 0         | -       | -         | 20        | 0         |
| F.K. Rostov         | Tổng cộng           | Tổng cộng           | 46           | 0            | 4       | 0         | 0       | 0         | 50        | 0         |
| Lokomotiv Moskva    | D1                  | 2013-14             | 9            | 0            | -       | -         | -       | -         | 9         | 0         |
| Lokomotiv Moskva    | D1                  | 2014-15             | 10           | 0            | 1       | 0         | 0       | 0         | 11        | 0         |
| Lokomotiv Moskva    | Tổng cộng           | Tổng cộng           | 19           | 0            | 1       | 0         | 0       | 0         | 20        | 0         |
| Tổng cộng sự nghiệp | Tổng cộng sự nghiệp | Tổng cộng sự nghiệp | 299          | 8            | 23      | 1         | 14      | 0         | 336       | 9         |

## Danh hiệu
Lokomotiv Moskva
- Cúp quốc gia Nga: 2014–15